# Tomás Esteves
Tomás do Lago Pontes Esteves (* 3. April 2002 in Arcos de Valdevez) ist ein portugiesischer Fußballspieler, der aktuell beim Pisa SC unter Vertrag steht. Der rechte Außenverteidiger ist seit September 2019 portugiesischer U21-Nationalspieler.

## Karriere

### Verein
Der in Arcos de Valdevez geborene Tomás Esteves begann seine fußballerische Ausbildung beim lokalen Verein ADECAS, wechselte aber bereits im neun Jahren in die Jugendakademie des FC Porto. Dort wuchs er in den verschiedenen Altersklassen zu einem talentierten rechten Außenverteidiger heran und gewann mit der U19-Mannschaft in der Saison 2018/19 die die UEFA Youth League.
In der folgenden Saison 2019/20 gehörte er zum Kader der Reservemannschaft FC Porto B, welche in der zweithöchsten portugiesischen Spielklasse ihren Spielbetrieb bestritt. Sein Debüt im Erwachsenenfußball absolvierte er am 18. August 2019 (2. Spieltag) beim 1:1-Unentschieden gegen den Varzim SC. Bei der Reserve zählte er in den nächsten Wochen zum Stammpersonal und für Pokalpartien wurde er bereits in den Kader der ersten Mannschaft beordert. Am 5. Dezember 2019 machte er beim 3:0-Ligapokalsieg gegen den Casa Pia AC sein erstes Spiel bei den Herren, als er in der 75. Spielminute für Wilson Manafá eingewechselt wurde. Ab diesem Zeitpunkt kam er in der Reserve nur noch sporadisch zum Einsatz und bis zum Abbruch der Spielzeit im März 2020 aufgrund der COVID-19-Pandemie deshalb nur zu 10 Ligaeinsätzen. Die höchste portugiesische Spielklasse wurde im Juni 2020 fortgesetzt und Esteves verbrachte die verbleibende Saison dort. Am 16. Juni 2020 (27. Spieltag) absolvierte er beim torlosen Unentschieden gegen Desportivo Aves sein Debüt in der Liga NOS. Für Porto bestritt er ein weiteres Ligaspiel und gewann mit der Mannschaft die portugiesische Meisterschaft.
Am 5. Oktober 2020 wurde Esteves für die gesamte Saison 2020/21 an den englischen Zweitligisten FC Reading ausgeliehen. Sein Debüt gab er am 20. Oktober (6. Spieltag) beim 1:0-Heimsieg gegen die Wycombe Wanderers, als er in der 57. Spielminute für Thomas Holmes in die Partie gebracht wurde. Er etablierte sich rasch als Stammspieler in der rechten Außenverteidigung. Nach dem Ende der Leihperiode kehrte er nach Porto zurück, wo er in den Kader der B-Mannschaft aufgenommen wurde. Seit Sommer 2023 spielt er in der Serie B beim Pisa Sporting Club.

### Nationalmannschaft
Mit der portugiesischen U17-Nationalmannschaft nahm Esteves an der U17-Europameisterschaft 2019 in Irland teil, wo er in zwei Spielen zum Einsatz kam.
Seit September 2019 ist er für die U21 aktiv.

## Erfolge
FC Porto U19
- UEFA Youth League: 2018/19

FC Porto
- Primeira Liga: 2019/20